# Cloprednolo
Il cloprednolo è un farmaco antinfiammatorio glucocorticoide con attività doppia rispetto a quella del prednisone.

## Farmacocinetica
Quando viene somministrato per os il farmaco è assorbito rapidamente e quasi totalmente dal tratto gastrointestinale.
L'emivita plasmatica è molto breve (da 1,5 a circa 3 ore).
Il legame con le proteine plasmatiche varia tra il 74% ed il 94%

## Usi clinici
Il cloprednolo è indicato nei disturbi endocrini, nelle affezioni di interesse reumatologico come terapia aggiuntiva da somministrare a breve termine ed in alcune malattie del collagene. Viene inoltre utilizzato nel trattamento di malattie dermatologiche, di forme allergiche e di alcune malattie oftalmiche.
Il farmaco viene utilizzato nelle malattie respiratorie ed il suo utilizzo contro l'asma è particolarmente interessante.
Da segnalare infine il suo impiego nel trattamento palliativo di alcune neoplasie.

## Effetti collaterali
Come altri farmaci steroidei l'uso prolungato di cloprednolo può determinare tendenza alla ritenzione di sodio ed alla escrezione di potassio e calcio, sia pure in misura meno accentuata rispetto ad altre sostanze steroidee. Tuttavia anche per questa sostanza l'uso prolungato nel tempo può determinare osteoporosi, e per tale motivo alcuni autori hanno proposto per gli steroidi una terapia a giorni alterni al fine di ridurre questo effetto indesiderato. Uno studio effettuato in post-menopausa ha evidenziato che un anno di terapia a giorni alterni con cloprednol si assocerebbe ad una perdita ossea molto meno significativa di quanto non accada per una terapia con prednisone a dosaggi equipotenti.

## Dosi terapeutiche
Il cloprednolo viene somministrato una volta al giorno, al mattino.
In genere la dose di attacco per l'adulto è di 5–10 mg al giorno, mentre la dose di mantenimento è di 2,5–5 mg al giorno.
La dose di attacco per i bambini è di 0,2 mg/kg al giorno, mentre la terapia di mantenimento è di 0,1 mg/kg al giorno. 
La somministrazione di dosi troppo elevate di cloprednolo, interferendo con l'attività dell'asse ipotalamo-ipofisario-surrenalico, può causare comparsa di insufficienza surrenale secondaria che regredisce con la riduzione del dosaggio.

## Interazioni
Come i cortisonici in genere, il cloprednolo aumenta la tossicità dei glicosidi cardioattivi.
Con i diuretici si può avere un aumento dell'eliminazione di potassio.
Con gli antidiabetici e con gli anticoagulanti si ha una diminuzione degli effetti rispettivamente ipoglicemizzante e anticoagulante.
Il cloprednolo potenzia l'effetto gastrolesivo dei salicilati e ne aumenta l'eliminazione renale con conseguente diminuzione dell'effetto farmacologico. Potenzia inoltre l'effetto gastrolesivo dell'indometacina. Barbiturici, fenitoina e rifampicina riducono l'attività del cloprednolo.